# Sobieska Wola Druga
Sobieska Wola Druga – wieś w Polsce położona w województwie lubelskim, w powiecie lubelskim, w gminie Krzczonów. Wieś stanowi sołectwo gminy Krzczonów.
W latach 1975–1998 miejscowość należała administracyjnie do województwa lubelskiego.
Sobieska wola Druga jak i Sobieska Wola Pierwsza wywodzą się z gromady Sobieska Wola (gromada), której podział na dwie części został dokonany 1 stycznia 1970 r. Obie wsie dzielą ze sobą wspólną historię, a istniejący podział jest głównie administracyjny. Historia wsi Sobieska Wola (Sobieska Wola Druga i Sobieska Wola Pierwsza) jest obszernie zawarty w opisie wsi Sobieska Wola Pierwsza.
Wierni Kościoła rzymskokatolickiego należą do parafii św. Stanisława w Sobieskiej Woli.